# Universidad Técnica del Mar Negro
La Universidad Tecnológica del Mar Negro ( turco Karadeniz Teknik Üniversitesi) es una de las principales universidades de la Región del Mar Negro en Turquía con sede en Trebisonda, puerto sobre el mismo mar. Es una universidad de carácter público y cuenta con 18 facultades, un conservatorio, 4 escuelas, 10 centros vocacionals, 5 institutos, 16 centros de investigación, 1828 miembros administrativos y 37000 docentes provenientes de varias ciudades.